# Red River Parish
Red River Parish is een parish in de Amerikaanse staat Louisiana.
De parish heeft een landoppervlakte van 1.008 km² en telt 9.622 inwoners (volkstelling 2000). De hoofdplaats is Coushatta.

## Bevolkingsontwikkeling

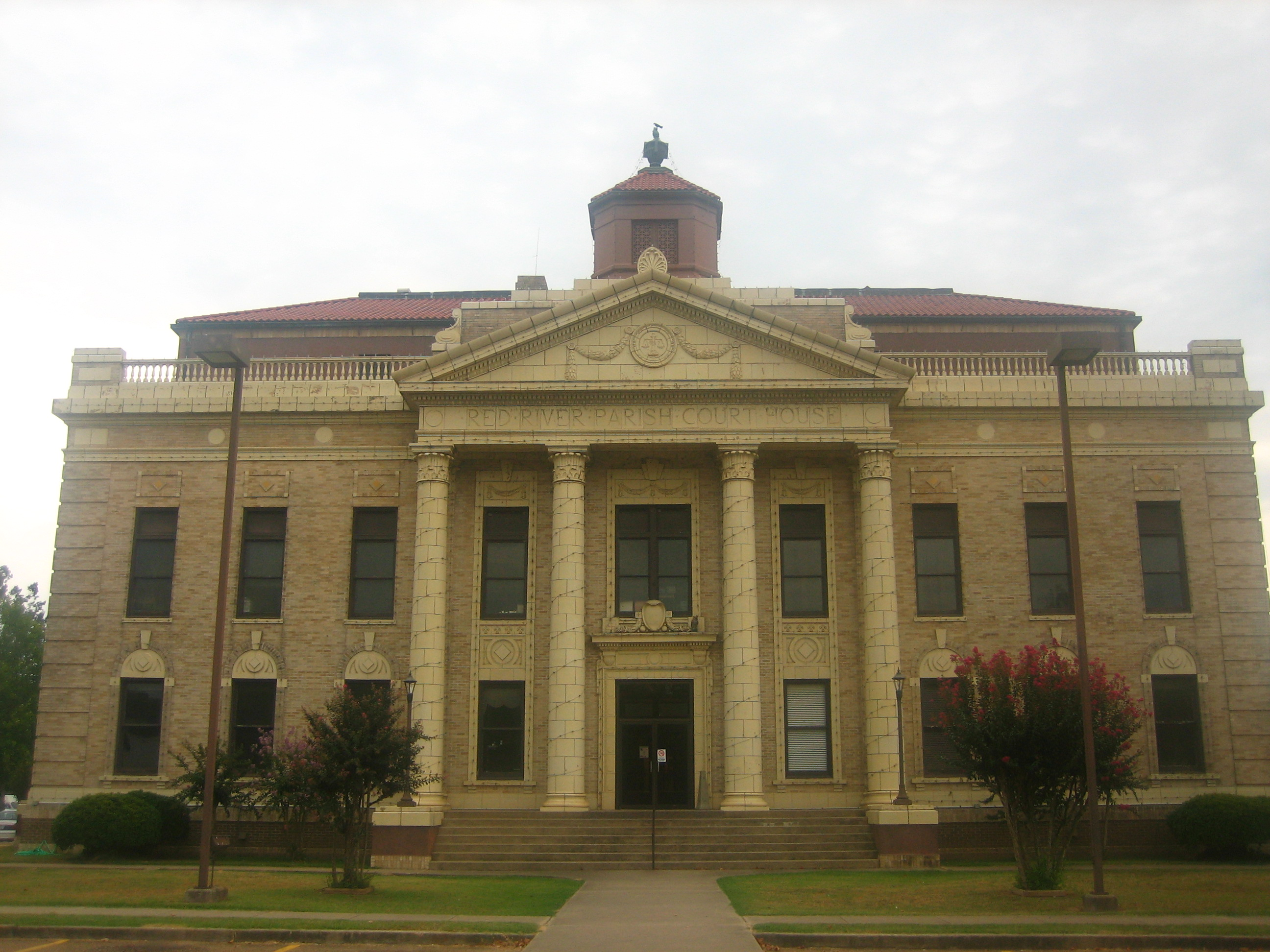
Red River Parish Courthouse